# Dhaher al-Omar

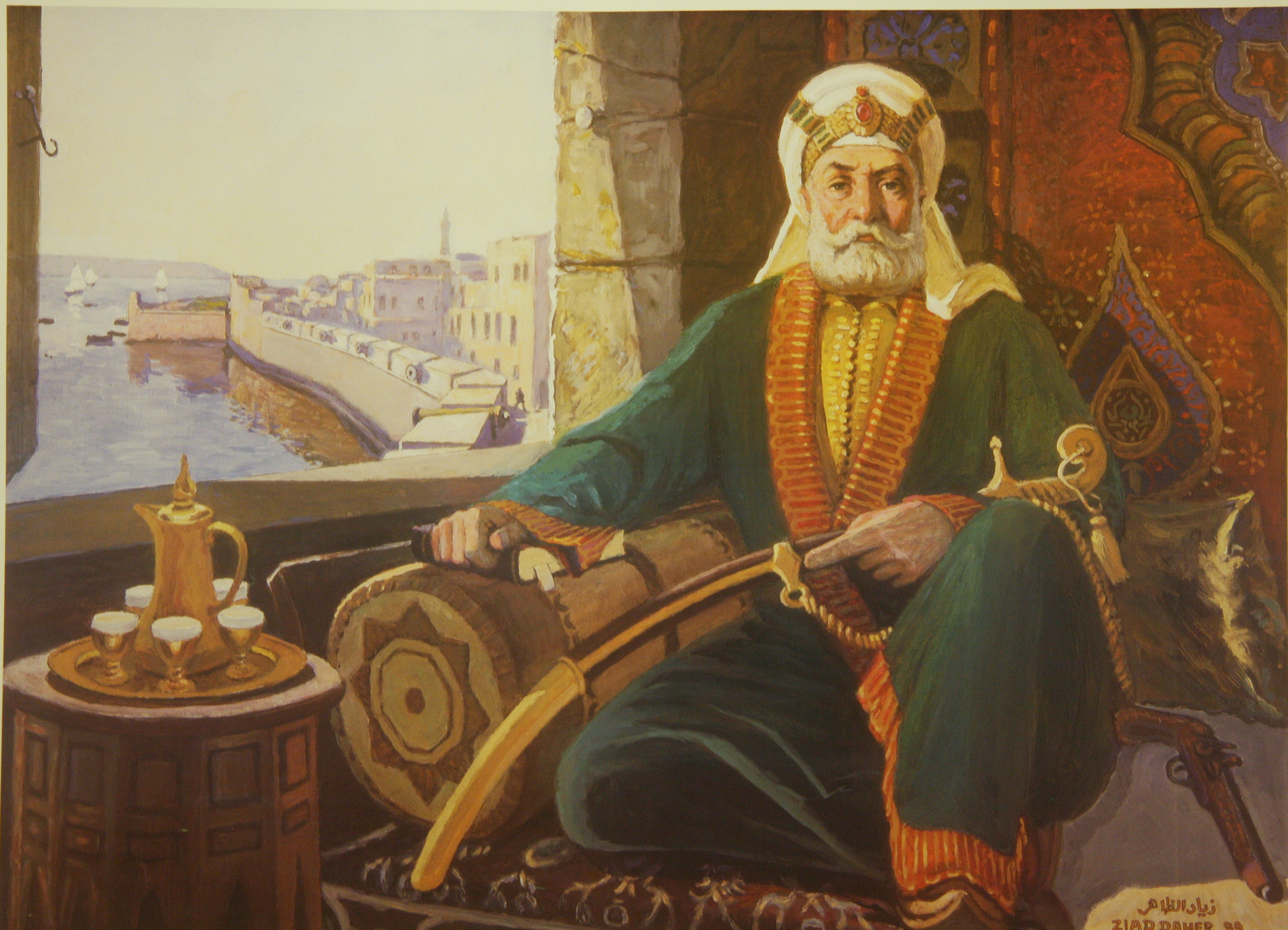
Dhaher al-Omar

Dhaher al-Omar (auch Daher, bzw. el-Omar, el-Amr; arabisch ظاهر العمر الزيداني, DMG Ẓāhir al-ʿUmar az-Zaidānī, * ca. 1690 in der Gegend von Tiberias; † 21. August 1775 auf der Flucht aus osmanischer Haft) war der arabische Herrscher im nördlichen Palästina in der Mitte des 18. Jahrhunderts. Dhaher wird von vielen Arabern als Vorreiter der Befreiung von Fremdherrschaft betrachtet.

## Leben

### Herkunft
Dhaher war der vierte Sohn von Scheich Omar āl-Zaydani, den Gouverneur des Gebiets von Safed. Nach Omars Tod 1703 folgten die vier Söhne als Herrscher von Safed. In der folgenden Zeit wurde Dhaher konfrontiert mit der Gier und Korruption der osmanischen Gouverneure in Sidon sowie Übergriffen beduinischer Stämme auf den Machtbereich seiner Familie.

### Aufstieg
Um 1730 siedelte Dhaher āl-ʿOmar in Tiberias, befestigte die Stadt gegen den Widerstand der Herrscher in Damaskus und handelte Abkommen mit den umliegenden Beduinenstämmen aus. Die Abkommen besiegelte Dhaher geschickt durch Heirat unter den verschiedenen Stämmen. Gleichzeitig förderte und begünstigte er die Ansiedelung jüdischer Familien in Tiberias und sorgte für freundschaftliche Beziehungen zur Griechisch-Orthodoxen Kirche in Nazareth und Akko. All diese Handlungen Dhahers sorgten für große Bewunderung in der Bevölkerung. Das Osmanische Reich akzeptierte jedoch derartige lokale Führer nicht, die den osmanischen Machtanspruch ignorierten. Deshalb wurde im September 1742 Sulayman Pascha al-ʿAzem, der Gouverneur von Damaskus, angewiesen, die Herrschaft von Dhaher militärisch zu beenden. Tiberias wurde von den Truppen al-ʿAzems belagert, doch nach 83 Tagen wurde die Belagerung für den Haddsch gelockert. Im Juli 1743 wurde die Belagerung mit verstärkten Truppen wiederaufgenommen und nach einem Monat nach dem Tod von al-ʿAzem abgebrochen.

### Blütezeit
Dhaher konnte in der Folgezeit seinen Einflussbereich weiter ausweiten, den er besonders nach Westen ausdehnte und dabei die Kontrolle über mehrere Kreuzfahrerfestungen erlangte. Auch Akko wurde eingenommen, durch Mauern und Zitadelle auf alter Johanniterkommende befestigt und zur Hauptstadt von Dhahers Herrschaftsgebiet gemacht. Um 1750 errichtete er sich sein Serail als repräsentativen Regierungssitz in Akko. Das Fischerdorf Haifa am Karmelkap wurde abgerissen und an neuer Stelle als befestigte Stadt mit neuem Hafen aufgebaut. Dhaher kontrollierte damit die wichtigsten Häfen der Region.
Dhaher erkannte die Bedeutung einer funktionierenden Wirtschaft als Basis seiner Herrschaft. Er nahm davon Abstand, von den Kleinbauern erdrückend hohe Steuern zu erheben. Stattdessen stellte er die Produktion und Export von Baumwolle unter staatliches Monopol.
1768 wurde seine De-facto-Herrschaft über Galiläa vom Osmanischen Reich teilweise anerkannt und legalisiert. Dhaher erhielt den Titel „Scheich von Akko, Emir von Nazareth, Tiberias und Safed, Scheich von ganz Galiläa“. 

### Niedergang

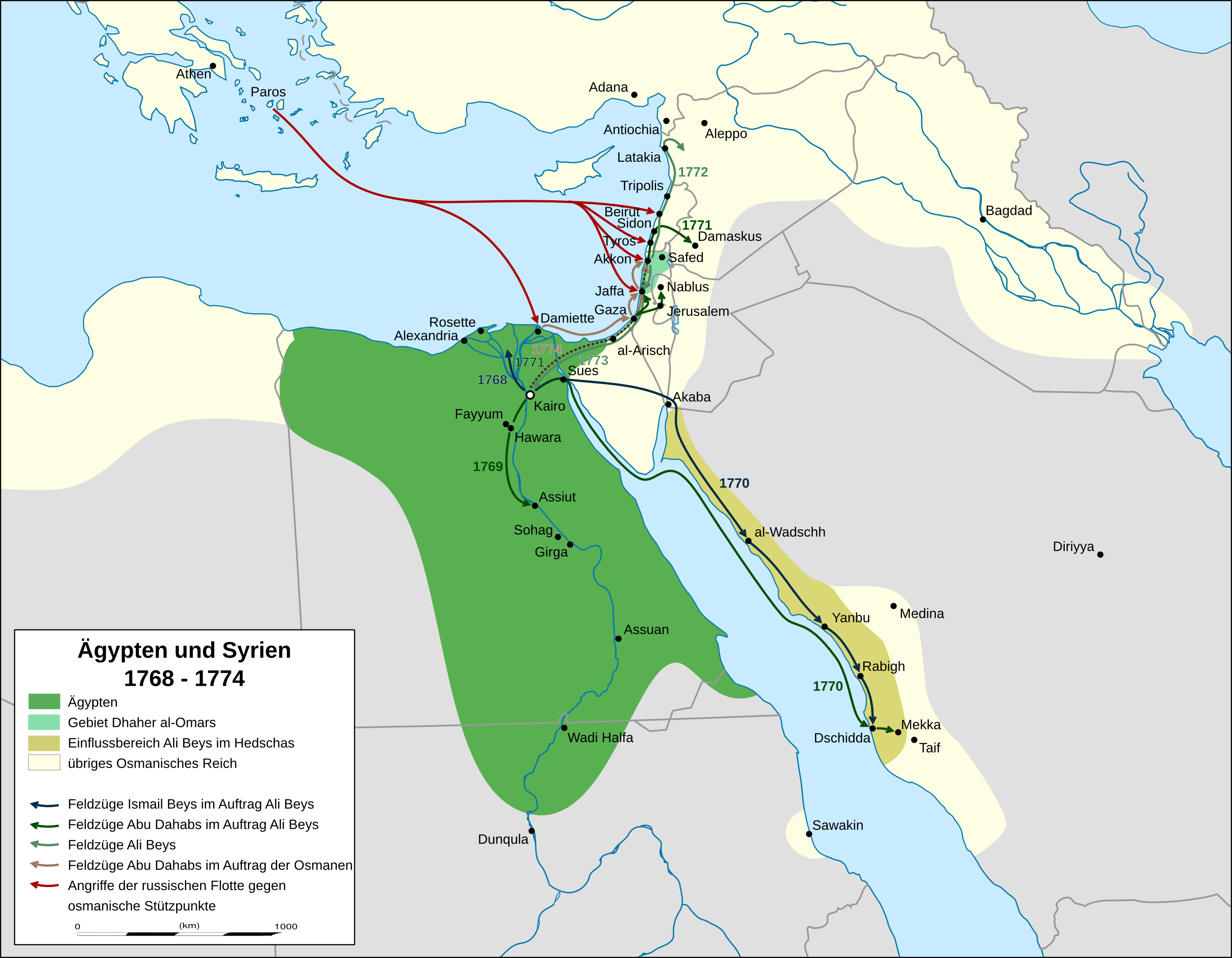
Ägypten und Syrien während der Feldzüge Ali Beys und Abu Dahabs

Von 1769 bis 1774 wurde Dhaher in einen Krieg verwickelt, der seinen Niedergang herbeiführte: Sein Freund Ali Bey al-Kabir, seit 1750 von den osmanischen Herrschern als Gouverneur über Ägypten bestellt, geriet in eine Auseinandersetzung mit dem Osmanischen Reich. Da eine offene Revolte gegen die osmanische Herrschaft befürchtet wurde, wurden Attentäter auf Ali Bey angesetzt. Als Reaktion darauf erklärte Ali Bey die Unabhängigkeit Ägyptens vom Osmanischen Reich. Dhaher griff auf Seiten seines Freundes in die Auseinandersetzung ein und blockierte osmanische Truppen auf dem Weg nach Ägypten. Bis 1771 eroberten oder unterwarfen die ägyptischen Truppen unter Mithilfe von Dhaher weite Teile Palästinas (einschließlich Ramla, Lydda und Jerusalem) und 1772 sogar Damaskus. Die verbündeten Truppen Dhahers, Alis, des Emirs von Tyros, und Russlands (das sich zu dieser Zeit im Krieg mit dem osmanischen Reich befand) entrissen nahezu das gesamte nördliche Palästina und den südlichen Libanon dem osmanischen Herrschaftsbereich. Dhaher konnte dabei vorübergehend seinen Machtbereich entlang der Mittelmeerküste von Sidon bis Jaffa ausweiten.
1773 wurde Ali Bey bei Kairo von rivalisierenden Mamluken unter Muhammad Bey Abu Dahab geschlagen. 1774 wurde der Krieg zwischen Russland und dem Osmanischen Reich beendet, damit verblieb Dhaher ohne Bündnispartner. Stattdessen rückte Abu Dahab nun in osmanischem Auftrag gegen Dhaher vor. Nach dem Abzug der russischen Flotte wurde Akko von osmanischen Truppen und Kriegsschiffen belagert und im August 1774 eingenommen. Dhaher wurde gefangen genommen und kam bei einem Fluchtversuch ein Jahr später ums Leben.